# 1214 Рішільд
1214 Рішільд (1214 Richilde) — астероїд головного поясу, відкритий 1 січня 1932 року.
Тіссеранів параметр щодо Юпітера — 3,332.